# Walther Rauschenberger
Walther Rauschenberger (* 12. Juli 1880 in Stuttgart; † 20. Oktober 1952 in Frankfurt/M.) war ein deutscher Bibliothekar und Jurist.

## Wirken
Walther Rauschenberger studierte nach seiner Reifeprüfung in Heilbronn Rechtswissenschaft und Philosophie an den Universitäten Heidelberg, Berlin, München und Freiburg/Br. In Heidelberg wurde er Mitglied der Verbindung Rupertia. Die erste juristische Staatsprüfung legte er 1903 ab und begann im gleichen Jahr als Rechtsreferendar. Die zweite juristische Staatsprüfung folgte 1906. Im gleichen Jahr promovierte er an der Universität Heidelberg. 1908 begann er seine bibliothekarische Tätigkeit als Voluntär an der Universitätsbibliothek Heidelberg, 1909 wechselte er an die Universitätsbibliothek Gießen, 1911 an die Senckenbergische Bibliothek in Frankfurt/M., deren Vorstand er 1913 wurde. Kriegsdienst im Ersten Weltkrieg leistete er von 1914 bis 1918. Von 1916 bis 1947 war er Direktor dieser bedeutenden Bibliothek im Bereich Naturwissenschaft und Medizin. Bestand diese Bibliothek zu Beginn seiner Tätigkeit aus etwa 90.000 Bänden, so wuchs diese unter seiner Leitungstätigkeit auf ein Mehrfaches an, so dass gegen Ende seiner Amtszeit mehr als 350.000 Bände vorhanden waren.
Seine zahlreichen wissenschaftlichen Veröffentlichungen bezogen sich meist auf das Gebiet der Philosophie und der von ihm betriebenen Genieforschung.
Rauschenberger gehörte der Kant-Gesellschaft, der Schopenhauer-Gesellschaft und der Senckenbergischen Naturforschenden Gesellschaft an.

## Schriften (Auswahl)
- Der Anteil des Bundesrates an der Reichsgesetzgebung. Noske, Borna-Leipzig 1906 (Dissertation Universität Heidelberg).
- Der kritische Idealismus und seine Widerlegung. Quelle & Meyer, Leipzig 1918.
- Das Bundesstaatsproblem. Meiner, Leipzig 1920.
- Die staatsrechtliche Bedeutung von Staatsstreich und Revolution. Meiner, Leipzig 1920.
- Über Identität und Kausalität. Meiner, Leipzig 1922.
- Die Senckenbergische Bibliothek. 25 Jahre öffentliche Bibliothek. In: Zentralblatt für Bibliothekswesen, Bd. 49 (1932), S. 579–589.
- Geschichte der Senckenbergischen Bibliothek (1763–1933). Frankfurt/M. 1933.
- Goethes Abstammung und Rassenmerkmale. Noske, Leipzig 1934.
- (mit Erich Valentin): Hans Pfitzner. Werk und Gestalt eines Deutschen. Bosse, Regensburg 1939.
- Erb- und Rassenpsychologie schöpferischer Persönlichkeiten. Fischer, Jena 1942.
- Eduard von Hartmann. Winter, Heidelberg 1942.
- Das Weltgesetz der Polarität. Frankfurt/M. 1951.